# Алехандро Урхельєс Гібот
Алехандро Урхельєс Гібот (ісп. Alejandro Urgelles Guibot, 2 липня 1951 — 6 жовтня 1984) — кубинський баскетболіст.
Бронзовий призер Олімпійських Ігор 1972 року, учасник 1976, 1980 років.